# Liste von Regattastrecken

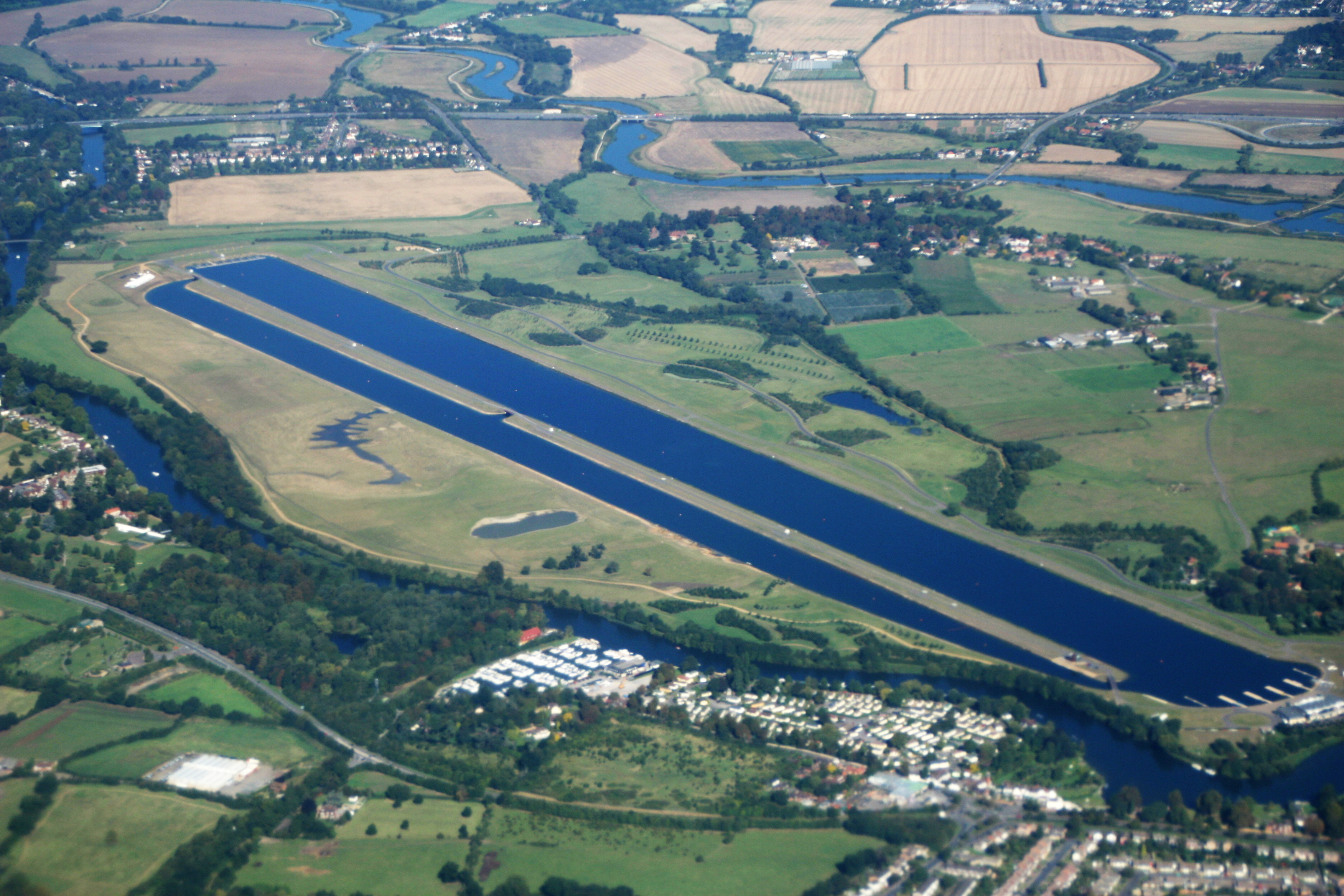
Die Regattastrecke von Dorney Lake, Vereinigtes Königreich

Diese Liste von Regattastrecken enthält Regattastrecken, die für internationale Wettbewerbe im Kanu-, Ruder- und Drachenbootsport verwendet werden können. Diese sind entweder als künstliche Seen speziell für die sportliche Nutzung angelegt oder sie sind in Flüsse oder Seen integriert. Sie entsprechen gewöhnlich den Anforderungen des  Internationalen Ruderverbandes (FISA) und des  Internationalen Kanuverbandes mit einer Bahnlänge von mindestens 2000 Metern sowie einer Breite von etwa 120 Metern.
Historische Regattastrecken können zum Teil deutlich von diesen Dimensionen abweichen. Bei den Olympischen Spielen wurden bis zur zweiten Hälfte des 20. Jahrhunderts öffentliche Gewässer benutzt: so etwa die Seine in Paris 1900 und 1924 oder der Seekanal Brüssel-Schelde 1920, sowie der Sloten-Kanal in Amsterdam 1928. Des Weiteren fanden Flussmündungen wie in Helsinki 1952 und Buchten wie Djurgårdsbrunnsviken in Stockholm 1912 Verwendung. Bei den Olympischen Spielen 1896 sollten die Ruderwettbewerbe im Hafen von Piräus abgehalten werden, doch wegen schlechten Wetters wurden diese abgesagt.
Die folgende Aufzählung erhebt keinen Anspruch auf Vollständigkeit.

## Afrika
| Gewässer                               | Stadt                           | Land      | Koordinaten                      | Veranstaltungen | Anmerkungen                                            |
| -------------------------------------- | ------------------------------- | --------- | -------------------------------- | --- | ------------------------------------------------------ |
| Stausee des Barrages de Boukerdan      | Provinz Tipasa                  | Algerien  | 36° 31′ 24″ N, 2° 17′ 59″ O      | Ruderwettbewerbe der Afrikaspiele 2007 (in Algier), Ruder-Afrikameisterschaften 2014, Ruderwettbewerbe der African Youth Games 2018 (in Algier) | Alternative Schreibweisen: Boukerdane oder Boukourdene |
| Camps Drift                            | Pietermaritzburg, KwaZulu-Natal | Südafrika | 29° 37′ 38″ S, 30° 22′ 9″ O      | Kanumarathon-Weltmeisterschaften 2017 |                                                        |
| Lagoa Inhampavala                      | Chidenguele                     | Mosambik  | 24° 55′ 36″ S, 34° 11′ 59″ O     | Kanuwettbewerbe der Afrikaspiele 2011 (in Maputo)                                                                                               |                                                        |
| Ntshongweni Dam                        | Mangangeni, KwaZulu-Natal       | Südafrika | 29° 51′ 24″ S, 30° 43′ 16″ O     | Kanurennsport-Afrikameisterschaften 2016 | Alternative Schreibweise: Shongweni Dam                |
| See von Tunis                          | Tunis                           | Tunesien  | 36° 48′ 49″ N, 10° 14′ 42″ O     | Ruder-Afrikameisterschaften 2005, 2010, 2013, 2015, 2017, 2019                                                                                  |                                                        |
| Stausee des Roodeplaat Dam             | Kameeldrift, Gauteng            | Südafrika | 25° 37′ 23″ S, 28° 20′ 55″ O     | Ruder-Afrikameisterschaften 2000 |                                                        |
| Alexandria International Rowing Course | Alexandria                      | Ägypten   | 31° 11′ 52,3″ N, 29° 57′ 49,8″ O | Ruder-Afrikameisterschaften 2012 | am al-Matar-See gelegen                                |
| Stausee des Mohamed Ben Abdellah Dam   | bei Salé                        | Marokko   | 33° 58′ 3″ N, 6° 42′ 5″ W        | Kanu- und Ruderwettbewerbe der Afrikaspiele 2019 (in Rabat)                                                                                     |                                                        |
| Stausee des Gaborone Dam               | Gaborone                        | Botswana  | 24° 42′ 1″ S, 25° 55′ 35″ O      | Ruderwettbewerbe der African Youth Games 2014                                                                                                   |                                                        |

## Amerika
| Gewässer                               | Stadt               | Land        | Koordinaten                   | Veranstaltungen                                             | Anmerkungen                                                                |
| -------------------------------------- | ------------------- | ----------- | ----------------------------- | ----------------------------------------------------------- | -------------------------------------------------------------------------- |
| Bassin olympique de l’Île Notre-Dame   | Montreal            | Kanada      | 45° 30′ 24″ N, 73° 31′ 24″ W  | Olympische Sommerspiele 1976                                | Neben der Formel-1-Strecke Circuit Gilles-Villeneuve.                      |
| Creve Coeur Lake                       | St. Louis           | USA         | 38° 42′ 50″ N, 90° 29′ 10″ W  | Olympische Sommerspiele 1904                                |                                                                            |
| Eagle Creek Park                       | Indianapolis        | USA         | 39° 51′ 40″ N, 86° 18′ 22″ W  | Ruder-Weltmeisterschaften 1994                              |                                                                            |
| Laguna La Luz                          | Curauma             | Chile       | 33° 8′ 29″ S, 71° 34′ 38″ W   | Südamerikameisterschaften 2012, Südamerikaspiele 2014       |                                                                            |
| Royal Canadian Henley Rowing Course    | St. Catharines      | Kanada      | 43° 11′ 15″ N, 79° 16′ 19″ W  | Ruder-Weltmeisterschaften 1970 & 1999                       |                                                                            |
| Iguaçu Park                            | Curitiba            | Brasilien   | 25° 31′ 31″ S, 49° 13′ 22″ W  | Südamerikaspiele 2002                                       |                                                                            |
| Laguna de los Padres                   | Mar del Plata       | Argentinien | 37° 56′ 10″ S, 57° 44′ 6″ W   | Südamerikaspiele in Buenos Aires 2006                       |                                                                            |
| Laguna Milagros                        | Chetumal            | Mexiko      | 18° 30′ 37″ N, 88° 25′ 41″ W  |                                                             |                                                                            |
| Laguna Zapotlan                        | Ciudad Guzmán       | Mexiko      | 19° 45′ 18″ N, 103° 28′ 1″ W  | Panamerikanische Spiele 2011                                |                                                                            |
| Lago Cerrillos                         | Ponce (Puerto Rico) | Puerto Rico | 18° 5′ 20″ N, 66° 34′ 45″ W   | Zentralamerika- und Karibikspiele 1993 & 2010               |                                                                            |
| Lagoa Rodrigo de Freitas               | Rio de Janeiro      | Brasilien   | 22° 58′ 16″ S, 43° 12′ 42″ W  | Olympische Sommerspiele 2016 & Panamerikanische Spiele 2007 |                                                                            |
| Lake Banook                            | Dartmouth           | Kanada      | 44° 40′ 51″ N, 63° 33′ 25″ W  | Kanurennsport-Weltmeisterschaften 2009                      | Zu kurz für internationale Ruderwettbewerbe.                               |
| Lake Carnegie                          | Princeton           | USA         | 40° 22′ 13″ N, 74° 37′ 18″ W  |                                                             | Stützpunkt des Ruder-Teams der USA.                                        |
| Lake Casitas                           | Los Angeles         | USA         | 34° 23′ 33″ N, 119° 20′ 5″ W  | Olympische Sommerspiele 1984                                |                                                                            |
| Lake Lanier                            | Gainesville         | USA         | 34° 14′ 14″ N, 83° 56′ 10″ W  | Olympische Sommerspiele 1996                                |                                                                            |
| Long Beach Marine Stadium              | Long Beach          | USA         | 33° 45′ 40″ N, 118° 7′ 18″ W  | Olympische Sommerspiele in Los Angeles 1932                 | Erste künstliche errichtete Anlage für Rudersport bei Olympischen Spielen. |
| Mercer Lake                            | West Windsor        | USA         | 40° 16′ 6″ N, 74° 39′ 21″ W   |                                                             | Trainingszentrum des olympischen Ruderteams der USA.                       |
| Minnedosa Lake                         | Minnedosa           | Kanada      | 50° 15′ 56″ N, 99° 49′ 32″ W  | Panamerikanische Spiele 1999                                |                                                                            |
| Mission Bay                            | San Diego           | USA         | 32° 46′ 48″ N, 117° 13′ 48″ W | The San Diego Crew Classic                                  |                                                                            |
| Nathan Benderson Park                  | Sarasota            | USA         | 27° 22′ 0″ N, 82° 27′ 4″ W    | Ruder-Weltmeisterschaften 2017                              |                                                                            |
| OKC National High Performance Center   | Oklahoma City       | USA         | 35° 27′ 26″ N, 97° 30′ 6″ W   |                                                             | Trainingszentrum des olympischen Kanuteams der USA.                        |
| Pista Acuática José Smith Comas        | Provinz Artemisa    | Kuba        | 22° 58′ 52″ N, 82° 38′ 56″ W  | Panamerikanische Spiele 1991                                | Auch bekannt als La Coronela.                                              |
| Pista Olímpica Virgilio Uribe          | Mexiko-Stadt        | Mexiko      | 19° 16′ 56″ N, 99° 6′ 19″ W   | Olympische Sommerspiele 1968                                | Im Stadtteil Xochimilco.                                                   |
| Rio Tuxpan Canoeing Track              | Tuxpan (Veracruz)   | Mexiko      | 20° 56′ 55″ N, 97° 24′ 50″ W  | Zentralamerika- und Karibikspiele 2014                      |                                                                            |
| Schuylkill River                       | Philadelphia        | USA         | 39° 58′ 10″ N, 75° 11′ 15″ W  | Stotesbury Cup                                              |                                                                            |
| Villa Náutica Embalse de Guatapé       | Guatapé             | Kolumbien   | 6° 14′ 24″ N, 75° 10′ 13″ W   | Südamerikaspiele 2010                                       |                                                                            |
| Welland International Flatwater Centre | Welland             | Kanada      | 42° 57′ 50″ N, 79° 15′ 18″ W  | Panamerikanische Spiele 2015                                | Zwei Kurse (Nord und Süd).                                                 |

## Asien
| Gewässer                                  | Stadt                       | Land       | Koordinaten                   | Veranstaltungen                                  | Anmerkungen |
| ----------------------------------------- | --------------------------- | ---------- | ----------------------------- | ------------------------------------------------ | ----------- |
| Cipule Regatta Course                     | Karawang                    | Indonesien | 6° 24′ 47″ S, 107° 21′ 54″ O  | Drachenbootsport bei den Südostasienspielen 2011 |             |
| Guangdong International Rowing Centre     | Guangzhou                   | China      | 23° 21′ 1″ N, 113° 20′ 7″ O   | Kanu-Sprint bei den Asienspielen 2010            |             |
| Jakabaring Lake                           | Jakabaring Sports Complex   | Indonesien | 3° 0′ 57″ S, 104° 47′ 48″ O   | Asienspiele 2018                                 |             |
| Karachi Boat Club                         | Karatschi                   | Pakistan   | 24° 50′ 30″ N, 66° 59′ 53″ O  |                                                  |             |
| Lago Nam Van                              | Macau                       | Macau      | 22° 11′ 7″ N, 113° 32′ 31″ O  | IDBF Club Crew World Championships 2010          |             |
| Marina Reservoir                          | Marina Bay                  | Singapur   | 1° 17′ 11″ N, 103° 52′ 3″ O   | Olympische Jugend-Sommerspiele 2010              |             |
| Misari Regattastrecke                     | Hanam                       | Südkorea   | 37° 33′ 40″ N, 127° 12′ 20″ O | Olympische Sommerspiele in Seoul 1988            |             |
| Nagaragawa International Regatta Course   | Kaizu                       | Japan      | 35° 9′ 48″ N, 136° 40′ 16″ O  | Ruder-Weltmeisterschaften 2005                   |             |
| Ngalaik Dam                               | Unionsterritorium Naypyidaw | Myanmar    | 19° 51′ 39″ N, 96° 0′ 44″ O   | Südostasienspiele 2013                           |             |
| Sagami-ko                                 | Sagamihara                  | Japan      | 35° 36′ 50″ N, 139° 11′ 0″ O  | Olympische Sommerspiele 1964 in Tokio (Kanu)     |             |
| Sea Forest Waterway                       | Tokyo                       | Japan      | 35° 36′ 5″ N, 139° 48′ 26″ O  | Olympische Sommerspiele 2020                     |             |
| Sha Tin Rowing Centre                     | Sha Tin                     | Hongkong   | 22° 23′ 26″ N, 114° 12′ 3″ O  | Ostasienspiele 2009                              |             |
| Olympischer Ruder- und Kanupark Shunyi    | Peking                      | China      | 40° 10′ 50″ N, 116° 41′ 10″ O | Olympische Sommerspiele 2008                     |             |
| International Tangeum Lake Regatta Course | Chungju                     | Südkorea   | 37° 1′ 19″ N, 127° 51′ 55″ O  | Ruder-Weltmeisterschaften 2013                   |             |
| Regattastrecke Toda                       | Toda                        | Japan      | 35° 48′ 12″ N, 139° 39′ 57″ O | Olympische Sommerspiele 1964 in Tokio (Rudern)   |             |
| Zengcheng Dragon Boat Lake                | Zengcheng                   | China      | 23° 16′ 23″ N, 113° 49′ 11″ O | Drachenbootsport bei den Asienspielen 2010       |             |

## Europa
| Gewässer                                     | Stadt                    | Land          | Koordinaten                  | Veranstaltungen                                                                                 | Anmerkungen |
| -------------------------------------------- | ------------------------ | ------------- | ---------------------------- | ----------------------------------------------------------------------------------------------- | --- |
| Ada Ciganlija                                | Belgrad                  | Serbien       | 44° 47′ 0″ N, 20° 23′ 28″ O  | Kanurennsport-Weltmeisterschaften 1971, 1975, 1978 & 1982                                       | |
| Albaner See                                  | Castel Gandolfo          | Italien       | 41° 45′ 0″ N, 12° 39′ 54″ O  | Olympische Sommerspiele 1960                                                                    | Erste Verwendung des Albano-Systems zur Unterteilung von Bahnen.                                                               |
| Årungen                                      | Oslo                     | Norwegen      | 59° 41′ 25″ N, 10° 44′ 38″ O | Junioren-Weltmeisterschaften im Rudern 1993                                                     | |
| Bagsværd-See                                 | Kopenhagen               | Dänemark      | 55° 46′ 26″ N, 12° 27′ 22″ O | Ruder-Weltmeisterschaften 1987                                                                  | |
| Regattastrecke Beetzsee                      | Brandenburg an der Havel | Deutschland   | 52° 25′ 55″ N, 12° 33′ 49″ O | Junioren-Weltmeisterschaften im Rudern 1985 und 2005                                            | |
| Regattastrecke Berlin-Grünau                 | Berlin                   | Deutschland   | 52° 24′ 39″ N, 13° 36′ 20″ O | Olympische Sommerspiele 1936; Kanurennsport-Weltmeisterschaften 1966                            | |
| Bleder See                                   | Bled                     | Slowenien     | 46° 21′ 52″ N, 14° 5′ 41″ O  | Ruder-Weltmeisterschaften 1966, 1979, 1989 & 2011                                               | |
| Bosbaan                                      | Amsterdam                | Niederlande   | 52° 19′ 35″ N, 4° 50′ 16″ O  | Ruder-Weltmeisterschaften 1977 & 2014                                                           | |
| Ruderkanal Brest                             | Brest                    | Belarus       | 52° 5′ 5″ N, 23° 45′ 22″ O   | Ruder-Europameisterschaften 2009                                                                | |
| Regattabahn Bromberg                         | Bromberg                 | Polen         | 53° 6′ 59″ N, 18° 7′ 14″ O   | Ruder-Europameisterschaften 1929 & Junioren-Kanurennsport-Europameisterschaften 1983            | Polnische Schreibweise: Tor regatowy w Bydgoszczy                                                                              |
| Lac du Causse                                | Brive-la-Gaillarde       | Frankreich    | 45° 5′ 44″ N, 1° 26′ 54″ O   | Junioren-Weltmeisterschaften im Rudern 2009                                                     | |
| Canal de Alfonso XIII                        | Sevilla                  | Spanien       | 37° 23′ 4″ N, 6° 0′ 0″ W     | Ruder-Weltmeisterschaften 2002                                                                  | Auch bekannt als Dársena del Guadalquivir.                                                                                     |
| Canal de Cuevas de Almanzora                 | Cuevas del Almanzora     | Spanien       | 37° 19′ 9″ N, 1° 53′ 45″ W   | Mittelmeerspiele 2005 in Almería                                                                | Zu kurz für internationale Ruderwettbewerbe.                                                                                   |
| Canal Olímpic de Catalunya                   | Castelldefels            | Spanien       | 41° 16′ 31″ N, 1° 59′ 33″ O  | Kanu bei den Olympischen Sommerspielen 1992                                                     | Zu kurz für internationale Ruderwettbewerbe.                                                                                   |
| Chimkisee                                    | Oblast Moskau            | Russland      | 55° 50′ 58″ N, 37° 27′ 46″ O |                                                                                                 | |
| Dorney Lake                                  | Eton                     | England       | 51° 29′ 36″ N, 0° 39′ 56″ W  | Olympische Sommerspiele in London 2012                                                          | |
| Regattabahn Duisburg                         | Duisburg                 | Deutschland   | 51° 24′ 37″ N, 6° 47′ 16″ O  | Ruder-Weltmeisterschaften 1983; Kanurennsport-Weltmeisterschaften 1979, 1987, 1995, 2007 & 2013 | Wasserski-, Kanupolo- und Drachenboot-Wettbewerbe der World Games 2005.                                                        |
| Elfrather See                                | Krefeld                  | Deutschland   | 51° 23′ 6″ N, 6° 37′ 31″ O   |                                                                                                 | |
| Embalse de Pontillón de Castro               | Verducido (San Martín)   | Spanien       | 42° 30′ 0″ N, 8° 36′ 59″ W   | Kanurennsport-Europameisterschaften 2007                                                        | |
| Embalse de Trasona                           | Tresona                  | Spanien       | 43° 32′ 23″ N, 5° 52′ 35″ W  | Kanurennsport-Europameisterschaften 2010                                                        | |
| Estany de Banyoles                           | Banyoles                 | Spanien       | 42° 7′ 31″ N, 2° 45′ 19″ O   | Rudern der Olympischen Sommerspiele 1992                                                        | |
| Fühlinger See                                | Köln                     | Deutschland   | 51° 1′ 23″ N, 6° 55′ 27″ O   | Ruder-Weltmeisterschaften 1998                                                                  | Veranstaltungsort des Festvails Summerjam.                                                                                     |
| Galvesee                                     | Trakai                   | Litauen       | 54° 39′ 14″ N, 24° 55′ 54″ O | U23-Weltmeisterschaften im Rudern 2012                                                          | Litauische Schreibweise: Ežeras Galvė                                                                                          |
| Harkstede                                    | Groningen                | Niederlande   | 53° 13′ 33″ N, 6° 40′ 20″ O  | U23-Weltmeisterschaften im Rudern 1995                                                          | |
| Wassersportzentrum Hamburg-Allermöhe         | Hamburg                  | Deutschland   | 53° 28′ 57″ N, 10° 6′ 52″ O  | Junioren-Weltmeisterschaften im Rudern 2014                                                     | Potentieller Austragungsort der Ruder- und Kanuwettbewerbe der Bewerbung Hamburgs für die Olympischen Sommerspiele 2012.       |
| Hazewinkel                                   | Willebroek               | Belgien       | 51° 4′ 12″ N, 4° 23′ 21″ O   | Ruder-Weltmeisterschaften 1980 & 1985                                                           | |
| Henley-on-Thames                             | London                   | England       | 51° 32′ 9″ N, 0° 54′ 10″ W   | Olympische Sommerspiele 1908 & 1948                                                             | Nur zwei Bahnen auf 2112 Meter Länge.                                                                                          |
| Hjälmsjön                                    | Örkelljunga              | Schweden      | 56° 16′ 44″ N, 13° 18′ 32″ O | Match des Seniors 1979                                                                          | |
| Holme Pierrepont National Watersports Centre | Nottingham               | England       | 52° 56′ 51″ N, 1° 5′ 13″ W   | Ruder-Weltmeisterschaften 1975 & 1986                                                           | |
| Idroscalo                                    | Mailand                  | Italien       | 45° 27′ 54″ N, 9° 17′ 22″ O  | Ruder-Weltmeisterschaften 1988 & 2003                                                           | Geplant als Landebahn für Wasserflugzeuge.                                                                                     |
| Jarun-See                                    | Zagreb                   | Kroatien      | 45° 46′ 55″ N, 15° 55′ 20″ O | Ruder-Weltmeisterschaften 2010                                                                  | |
| Kaukajärvi                                   | Tampere                  | Finnland      | 61° 28′ 15″ N, 23° 54′ 35″ O | Ruder-Weltmeisterschaften 1995                                                                  | |
| Kazan Rowing Centre                          | Kasan                    | Russland      | 55° 45′ 11″ N, 49° 8′ 31″ O  | Sommer-Universiade 2013                                                                         | |
| Küchensee                                    | Ratzeburg                | Deutschland   | 53° 41′ 30″ N, 10° 45′ 55″ O | Junioren-Weltmeisterschaften im Rudern 1967 & 1974                                              | |
| Kur Sport and Rowing Centre                  | Mingəçevir               | Aserbaidschan | 40° 45′ 45″ N, 47° 2′ 13″ O  | Europaspiele 2015                                                                               | |
| Lago di Piediluco                            | Terni                    | Italien       | 42° 32′ 0″ N, 12° 45′ 13″ O  |                                                                                                 | Standort des Nationalen Ruderzentrums Italiens.                                                                                |
| Lago di Patria                               | Neapel                   | Italien       | 40° 56′ 8″ N, 14° 19′ 13″ O  | FISA Youth Regatta 1969                                                                         | |
| Lago di Varese                               | Varese                   | Italien       | 45° 49′ 0″ N, 8° 44′ 0″ O    | U23-Weltmeisterschaften im Rudern 2014, Ruder-Europameisterschaften 2012                        | |
| Ruderkanal Krylatskoje                       | Moskau                   | Russland      | 55° 45′ 17″ N, 37° 26′ 14″ O | Olympische Sommerspiele 1980                                                                    | |
| Lac d’Aiguebelette                           | Aiguebelette             | Frankreich    | 45° 33′ 20″ N, 5° 47′ 54″ O  | Ruder-Weltmeisterschaften 1997 & 2015                                                           | |
| Maltasee                                     | Posen                    | Polen         | 52° 24′ 6″ N, 16° 58′ 26″ O  | Ruder-Weltmeisterschaften 2009                                                                  | Polnische Schreibweise: Jezioro Maltańskie                                                                                     |
| Céntro Náutico Montemor-o-Velho              | Montemor-o-Velho         | Portugal      | 40° 10′ 43″ N, 8° 38′ 26″ W  | Kanurennsport-Europameisterschaften 2013                                                        | |
| Munksjön                                     | Jönköping                | Schweden      | 57° 46′ 23″ N, 14° 9′ 59″ O  | Junioren-Weltmeisterschaften im Rudern 1984                                                     | |
| London Regatta Centre                        | London                   | England       | 51° 30′ 28″ N, 0° 2′ 29″ O   |                                                                                                 | |
| Regattabahn Szeged                           | Szeged                   | Ungarn        | 46° 14′ 25″ N, 20° 4′ 30″ O  | Kanurennsport-Weltmeisterschaften 1998, 2006 & 2011                                             | |
| Regattastrecke Oberschleißheim               | München                  | Deutschland   | 48° 14′ 34″ N, 11° 30′ 54″ O | Olympische Sommerspiele 1972                                                                    | |
| Regattazentrum Ottensheim                    | Ottensheim               | Österreich    | 48° 19′ 23″ N, 14° 9′ 7″ O   | Ruder-Weltmeisterschaften 2008 & 2019                                                           | |
| Pantscharewosee                              | Sofia                    | Bulgarien     | 42° 35′ 58″ N, 23° 24′ 33″ O | Junioren-Weltmeisterschaften im Rudern 1981                                                     | |
| Ruderkanal Plowdiw                           | Plowdiw                  | Bulgarien     | 42° 8′ 37″ N, 24° 42′ 26″ O  | Ruder-Weltmeisterschaften 2012                                                                  | |
| Ruderkanal Račice                            | Račice u Štětí           | Tschechien    | 50° 27′ 13″ N, 14° 20′ 7″ O  | Ruder-Weltmeisterschaften 1993                                                                  | |
| Redgrave Pinsent Rowing Lake                 | Caversham                | England       | 51° 27′ 46″ N, 0° 56′ 31″ W  |                                                                                                 | |
| Rotsee                                       | Luzern                   | Schweiz       | 47° 4′ 11″ N, 8° 18′ 51″ O   | Ruder-Weltmeisterschaften 1962, 1974, 1982 & 2001                                               | |
| Schinias Olympic Rowing and Canoeing Centre  | Marathon                 | Griechenland  | 38° 9′ 0″ N, 24° 0′ 52″ O    | Olympische Sommerspiele 2004                                                                    | |
| Strathclyde Country Park                     | Motherwell               | Schottland    | 55° 47′ 51″ N, 4° 1′ 23″ W   | Ruder-Weltmeisterschaften 1966                                                                  | |
| Stade nautique de Vaires-sur-Marne           | Paris                    | Frankreich    | 48° 51′ 49″ N, 2° 37′ 27″ O  | Olympische Sommerspiele 2024                                                                    | |
| Neue Donau                                   | Wien                     | Österreich    | 48° 14′ 0″ N, 16° 24′ 20″ O  | Ruder-Weltmeisterschaften 1991                                                                  | |
| Soutustadion                                 | Helsinki                 | Finnland      | 60° 10′ 44″ N, 24° 54′ 40″ O |                                                                                                 | Für die Olympischen Spiele 1940 geplant und gebaut, aber vom Ruderweltverband nicht für die Olympischen Spiele 1952 genehmigt. |
| Watersportbaan Georges Nachez                | Gent                     | Belgien       | 51° 29′ 44″ N, 3° 41′ 22″ O  | Ruder-Europameisterschaften 1955                                                                | Nur fünf Bahnen auf 76 Meter Breite und 2300 Meter Länge.                                                                      |
| Watersportbaan Tilburg                       | Hilvarenbeek             | Niederlande   | 51° 31′ 56″ N, 5° 7′ 32″ O   |                                                                                                 | Nur vier Bahnen auf 75 bis 80 Meter Breite und 2000 Meter Länge.                                                               |
| Willem-Alexander Baan                        | Rotterdam                | Niederlande   | 51° 59′ 51″ N, 4° 33′ 39″ O  | Ruder-Weltmeisterschaften 2016                                                                  | |
| Wörthersee                                   | Klagenfurt am Wörthersee | Österreich    | 46° 37′ 30″ N, 14° 9′ 10″ O  | Ruder-Europameisterschaften 1969                                                                | |
| Yarkon                                       | Tel Aviv-Jaffa           | Israel        | 32° 5′ 49″ N, 34° 46′ 46″ O  |                                                                                                 | |

## Ozeanien
| Gewässer                      | Stadt     | Land       | Koordinaten                   | Veranstaltungen                           | Anmerkungen                                                            |
| ----------------------------- | --------- | ---------- | ----------------------------- | ----------------------------------------- | ---------------------------------------------------------------------- |
| Alex Ramsay Regatta Course    | Adelaide  | Australien | 34° 52′ 30″ S, 138° 29′ 5″ O  | IDBF Club Crew World Championships 2016   |                                                                        |
| Champion Lakes Regatta Centre | Perth     | Australien | 32° 6′ 28″ S, 115° 59′ 45″ O  | Australian Rowing Championships 2012      |                                                                        |
| Lake Barrington               | Tasmanien | Australien | 41° 22′ 0″ S, 146° 13′ 0″ O   | Ruder-Weltmeisterschaften 1990            |                                                                        |
| Lake Karapiro                 | Hamilton  | Neuseeland | 37° 55′ 43″ S, 175° 32′ 40″ O | Ruder-Weltmeisterschaften 1978 & 2010     |                                                                        |
| Lake Ruataniwha               | Twizel    | Neuseeland | 44° 16′ 52″ S, 170° 4′ 16″ O  | Maadi Cup                                 |                                                                        |
| Lake Wendouree                | Ballarat  | Australien | 37° 33′ 2″ S, 143° 50′ 0″ O   | Olympische Sommerspiele in Melbourne 1956 | Nach Austrocknung im Jahr 2006 erst 2011 wieder auf vorherigem Niveau. |
| Penrith Lakes                 | Sydney    | Australien | 33° 43′ 29″ S, 150° 40′ 47″ O | Olympische Sommerspiele 2000              |                                                                        |

- Karte mit allen Koordinaten:
- OSM |
- WikiMap